# Nops hispaniola
Espèce
Nops hispaniola est une espèce d'araignées aranéomorphes de la famille des Caponiidae.

## Distribution
Cette espèce est endémique d'Hispaniola.

## Description
Le mâle holotype mesure 6,60 mm et la femelle paratype 6,90 mm, les mâles mesurent de 6,00 à 6,60 mm et les femelles de 5,90 à 6,90 mm.

## Étymologie
Son nom d'espèce lui a été donné en référence au lieu de sa découverte, Hispaniola.

## Publication originale
- Sánchez-Ruiz, Brescovit & Alayón, 2015 : Four new caponiids species (Araneae, Caponiidae) from the West Indies and redescription of Nops blandus (Bryant). Zootaxa, no 3972(1), p. 43-64.